# أندرو فوكس (مؤلف)
أندرو فوكس (بالإنجليزية: Andrew Fox)‏ (1952)؛ روائي أمريكي.